# 론 언더우드

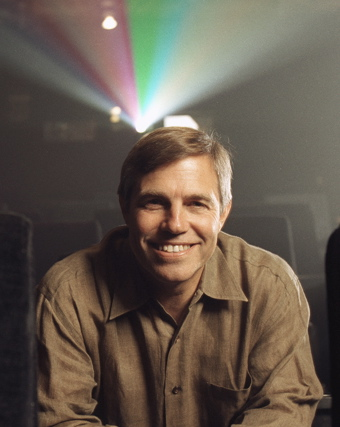

로널드 브라이언 언더우드(Ronald Brian Underwood, 1952년 11월 6일 ~ )는 미국의 영화 감독, 프로듀서, 텔레비전 감독이다.

## 생애
1953년 11월 6일 캘리포니아주 글렌데일에서 태어났다.

## 참여 작품

### 영화
- 불가사리 (1990년 영화)
- 굿바이 뉴욕 굿모닝 내 사랑
- 사랑의 동반자
- 스피치리스 (1994년 영화)
- 마이티 조 영 (1998년 영화)
- 플루토 내쉬
- 인 더 믹스

### TV 시리즈
- 탐정 몽크
- 보스턴 리걸
- 리퍼 (드라마)
- 미국 십대의 비밀생활
- 어글리 베티
- 메이크 잇 오어 브레이크 잇
- 체인지 디바
- 히어로즈 (드라마)
- 판타스틱 패밀리
- 헬캣츠
- 카오스 (드라마)
- 네세서리 러프니스
- 해리스 로우
- 캐슬 (드라마)
- 번 노티스
- 위기의 주부들
- 원스 어폰 어 타임 (드라마)
- 스캔들 (2012년 드라마)
- 그레이 아나토미
- 글래이즈
- 내슈빌 (드라마)
- 레저렉션 (드라마)
- 에이전트 오브 쉴드
- 콴티코
- 데드 오브 서머
- 노 투모로우
- 하와이 파이브-0
- 굿 파이트
- 맥가이버 (2016년 드라마)
- 매그넘 P.I. (2018년 드라마)
- 피어 더 워킹 데드
- 이블 (드라마)
- 이블 (드라마)